# Eugen Osswald
Eugen Osswald (* 22. Januar 1879 in Stuttgart; † 17. Februar 1960 in München) war ein deutscher Tiermaler und Illustrator.

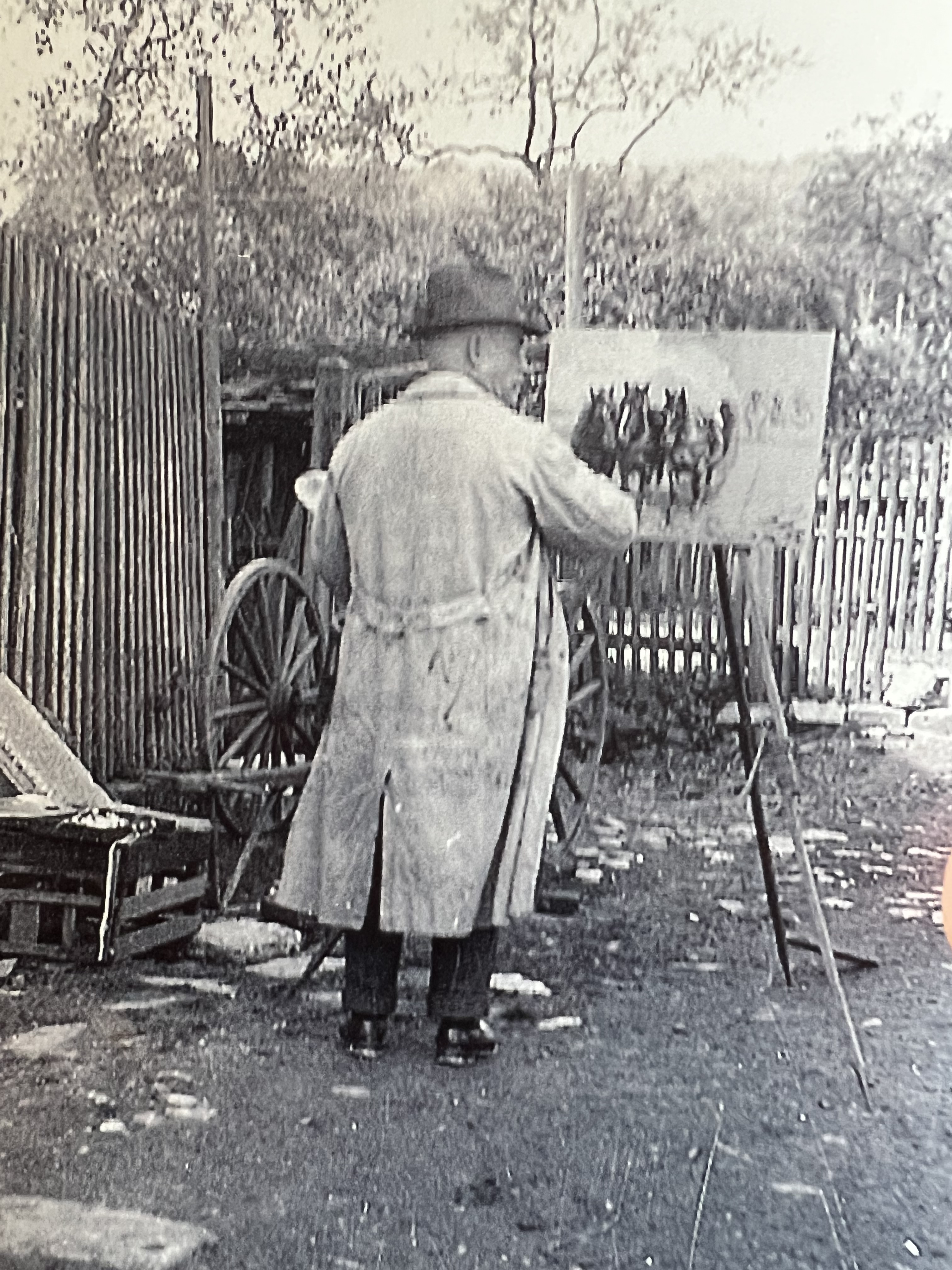
Eugen Osswald beim Malen eines Ölbildes von Pferden.

## Leben
Eugen Osswald stammte aus einer Bauhandwerkerfamilie; er hatte vier Geschwister. Sein Berufsziel war zunächst Steinbildhauer. Im Alter von 18 Jahren begann er eine Ausbildung zum Bauzeichner im Architekturbüro Heinrich Deichsel in Stuttgart. Er wechselte jedoch, nachdem er den Militärdienst im Infanterie-Regiment Kaiser Friedrich Nr. 125 abgeleistet hatte, an die Münchner Kunstakademie. Sein Studium begann er entweder im Jahr 1900 oder erst nach einer Zeit in Bern und Basel, nachdem er dort Kinderbücher illustriert und Pferde porträtiert hatte, 1903.
Heinrich von Zügel, der als Mitglied des Prüfungsausschusses seine Bewerbungsmappe zu beurteilen hatte, verschaffte ihm ein Stipendium; seine Lehrer wurden Angelo Jank und Zügel. In den Sommermonaten malte Osswald zusammen mit Zügel in Wörth am Rhein vor der Natur. Nach Abschluss seiner Studien, etwa 1905/07, zog er für ein Jahr nach Paris. 1910 bereiste er den mittleren Osten. Viele seiner Tierstudien entstanden auf Reisen mit großen Zirkusunternehmen. Eugen Osswald betätigte sich lange Zeit als Tiermaler mit einer breiten Motivpalette. Er malte nicht nur Füchse, Auerhähne, Rehböcke und Hirsche in freier Natur, sondern auch Pferderennen in Riem, Schafe, Wäscherinnen in Kairo und russische Kinder. Neben seinen Gemälden schuf Osswald auch Illustrationen für Kinderbücher und Schulfibeln sowie Tierquartette.
Er stand in der Tradition des Impressionismus; typisch für seine Bilder ist ein breiter Farbauftrag und helles Kolorit. Osswald stellte häufig im Münchner Glaspalast aus.

## Werke (Auswahl)
- Wellensittich und Kanarienvogel, 1920, Bayerische Staatsgemäldesammlungen – Pinakothek der Moderne
- Kinderbuch: Reineke Fuchs, Bayerisches Nationalmuseum
- Kinderbuch: Die Bremer Stadtmusikanten, 1928, Bayerisches Nationalmuseum
- Kinderbuch: Der gestiefelte Kater, Bayerisches Nationalmuseum
- Schulbuch: Kinderwelt, Museum Europäischer Kulturen
- Bären-Fibel, Deutsche Nationalbibliothek
- Greifen-Fibel, Deutsche Nationalbibliothek
- Masuren-Fibel, Deutsche Nationalbibliothek

Weitere bekannte Kinderbücher sind unter anderem: Der Frühling kommt (1910), Tierleben der Heimat (ca. 1910), Der Wolf und die sieben Geislein (1914), Ball der Tiere (1917), Spiel mit! (ca. 1917), Das Konzert der Tiere (1922), Familie Mutz (1925), Der gestiefelte Kater (ca. 1930), Jägerkinder ABC (1938), die lieben Tiere (Buch: 1934, Leporello: 1939).
Eine nicht vollständige Liste von 81 Gemälden ist in der Maler und Gemäldedatenbank MAGEDA zu finden.

## Belege
1. 1 2  Exlibriskünstler in Dachau I–Z auf www.heinz-neumaier.de
2. 1 2  Osswald, Eugen auf www.decoridee.de (Memento des Originals vom 24. September 2016 im Internet Archive)  Info: Der Archivlink wurde automatisch eingesetzt und noch nicht geprüft. Bitte prüfe Original- und Archivlink gemäß Anleitung und entferne dann diesen Hinweis.
3. ↑  MAGEDA

| Personendaten    | Personendaten                       |
| ---------------- | ----------------------------------- |
| NAME             | Osswald, Eugen                      |
| KURZBESCHREIBUNG | deutscher Tiermaler und Illustrator |
| GEBURTSDATUM     | 22. Januar 1879                     |
| GEBURTSORT       | Stuttgart                           |
| STERBEDATUM      | 17. Februar 1960                    |
| STERBEORT        | München                             |